# Hayley Atwell
Hayley Elizabeth Atwell (Londres, 5 de abril de 1982) é uma atriz e modelo britânica-americana. Depois de estrear no teatro em 2005, dois anos depois fez seu primeiro filme, O Sonho de Cassandra, e seguiu com vários papéis no cinema, no palco e na televisão, como a minissérie Os Pilares da Terra. Ficou conhecida por interpretar a Agente Peggy Carter no Universo Cinematográfico Marvel.

## Início da vida
Atwell nasceu em Londres, filha única de Allison (née Cain), uma palestrante motivacional, e Grant Atwell, um massagista, fotógrafo e xamã. Sua mãe é Inglesa, e seu pai um norte-americano do Missouri. Ela tem dupla cidadania do Reino Unido e Estados Unidos. Seus pais se separaram quando ela tinha dois anos de idade. Depois de frequentar a escola Sion-Manning Roman Catholic Girls' School em Londres, ela estudou no London Oratory School e ingressou na Guildhall School of Music and Drama, graduando-se em 2005. 

## Carreira
O primeiro papel de Atwell foi em 2007, no filme de Woody Allen O Sonho de Cassandra, em que ela interpretava uma atriz de teatro. Em 2008, ela apareceu no filme The Duchess (A Duquesa) como Bess Foster e no filme Brideshead Revisited como Lady Julia Flyte, ganhando elogios e nomeações dos British Independent Film Awards e London Film Critics' Circle Awards.
Atwell apareceu como "415" em novembro de 2009 na minissérie da AMC television, The Prisoner, um remake da série de 1967-1968 com o mesmo nome. Em 2010, ela estrelou como Freya Deverell no sucesso do Channel 4, adaptação do romance de William Boyd "Any Human Heart."
Atwell interpretou a Agente Peggy Carter em 2011 no filme de super-herói Capitão América: O Primeiro Vingador. Seu papel foi bem aceito por público e crítica, levando a um retorno da personagem no curta-metragem Agent Carter de 2013 e na continuação do filme, Captão America 2: O Soldado Invernal de 2014. Em 2015 o curta levou Atwell a estrelar uma série televisiva pelo canal ABC, Agent Carter ao lado de James D'Arcy, Chad Michael Murray e Enver Gjokaj. Ela também reprisou o papel em Os Vingadores 2: A Era de Ultron, Homem-Formiga , Vingadores: Ultimato e em Doutor Estranho no Multiverso da Loucura interpretou uma versão da Capitã Carter. Em fevereiro de 2016, Atwell foi escalada para estrelar um piloto de uma nova série da ABC, Conviction.

## Filmografia

### Cinema
| Ano  | Título                                        | Papel                        | Notas          |
| ---- | --------------------------------------------- | ---------------------------- | -------------- |
| 2007 | Cassandra's Dream                             | Angela Stark                 |                |
| 2007 | How About You                                 | Ellie Harris                 |                |
| 2008 | Brideshead Revisited                          | Julia Flyte                  |                |
| 2008 | The Duchess                                   | Bess Foster                  |                |
| 2009 | Love Hate                                     | Hate                         | Curta-metragem |
| 2010 | Thrush                                        | Amiga de Ruby                | Curta-metragem |
| 2010 | Tomato Soup                                   | Estrela de cinema            | Curta-metragem |
| 2011 | Captain America: The First Avenger            | Peggy Carter                 |                |
| 2012 | I, Anna                                       | Emmy                         |                |
| 2012 | The Sweeney                                   | Nancy Lewis                  |                |
| 2013 | Marvel One-Shot: Agent Carter                 | Peggy Carter                 |                |
| 2013 | Jimi: All Is by My Side                       | Kathy Etchingham             |                |
| 2014 | Captain America: The Winter Soldier           | Peggy Carter                 |                |
| 2014 | Testament of Youth                            | Hope                         |                |
| 2015 | Cinderela                                     | Mãe de Ella                  |                |
| 2015 | Avengers: Age of Ultron                       | Peggy Carter                 |                |
| 2015 | Ant-Man                                       | Peggy Carter                 |                |
| 2016 | The Complete Walk: Cymbeline                  | Innogen                      | Curta-metragem |
| 2017 | Chicken/Egg                                   | Lauren                       | Curta-metragem |
| 2018 | Christopher Robin                             | Evelyn Robin                 |                |
| 2019 | Blinded by the Light                          | Srta. Clay                   |                |
| 2019 | Avengers: Endgame                             | Peggy Carter                 |                |
| 2021 | Peter Rabbit 2: The Runaway                   | Mia                          |                |
| 2022 | Doctor Strange in the Multiverse of Madness   | Peggy Carter / Capitã Carter |                |
| 2023 | Mission: Impossible – Dead Reckoning Part One | Grace                        |                |
| 2024 | Paddington in Peru                            | Madison                      |                |
| 2025 | Mission: Impossible – Dead Reckoning Part Two | Grace                        |                |

### Televisão
| Ano       | Título                                   | Papel                        | Notas                     |
| --------- | ---------------------------------------- | ---------------------------- | ------------------------- |
| 2005      | Whatever Love Means                      | Sabrina Guiness              | Telefilme                 |
| 2006      | The Line of Beauty                       | Catherine Fedden             | 3 episódios               |
| 2006      | Fear of Fanny                            | Jane                         | Telefilme                 |
| 2006      | The Ruby in the Smoke                    | Rosa Garland                 | Telefilme                 |
| 2006-2007 | Doctor Who: The Eighth Doctor Adventures | Asha (voz)                   | 2 episódios               |
| 2007      | Mansfield Park                           | Mary Crawford                | Telefilme                 |
| 2007      | The Shadow in the North                  | Rosa Garland                 | Telefilme                 |
| 2009      | The Prisoner                             | Lucy                         | 5 episódios               |
| 2010      | The Pillars of the Earth                 | Aliena                       | 8 episódios               |
| 2010      | Any Human Heart                          | Freya Deverell               | 4 episódios               |
| 2012      | Playhouse Presents                       | Banqueira                    | Episódio: "The Man"       |
| 2012      | Restless                                 | Eva Delectorskaya            | Telefilme                 |
| 2012      | Falcón                                   | Consuelo Jiménez             | 2 episódios               |
| 2013      | Black Mirror                             | Martha                       | Episódio: "Be Right Back" |
| 2013      | Life of Crime                            | Denise Woods                 | 3 episódios               |
| 2014      | Agents of S.H.I.E.L.D.                   | Peggy Carter                 | 2 episódios               |
| 2015-2016 | Agent Carter                             | Peggy Carter                 | 18 episódios              |
| 2016-2017 | Conviction                               | Hayes Morrison               | 13 episódios              |
| 2017      | Howards End                              | Margaret Schlegel            | 4 episódios               |
| 2017-2019 | Avengers Assemble                        | Peggy Carter                 | 2 episódios               |
| 2018      | The Long Song                            | Caroline                     | 3 episódios               |
| 2018-2019 | 3Below: Tales of Arcadia                 | Zadra                        | 17 episódios              |
| 2019      | Criminal: UK                             | Stacey Doyle                 | Episódio: "Stacey"        |
| 2021-2024 | What If...?                              | Peggy Carter / Capitã Carter | 8 episódios               |
| 2024      | Heartstopper                             | Tia Diane                    | 3 episódios               |
| 2024      | Tomb Raider: The Legend of Lara Croft    | Lara Croft                   | 8 episódios               |

### Video game
| Ano  | Título                         | Papel        |
| ---- | ------------------------------ | ------------ |
| 2011 | Captain America: Super Soldier | Peggy Carter |
| 2016 | Lego Marvel's Avengers         | Peggy Carter |